# 真夜中の切裂きジャック
『真夜中の切裂きジャック』（まよなかのきりさきジャック）は、栗本薫の短編小説集。またその表題作である短編小説。

## 概要
1979年から1987年の間に雑誌掲載されながらも単行本未収録であった短編7編を収録した作品集。1995年1月に出版芸術社から単行本として出版され、1997年4月に角川春樹事務所から ハルキ文庫版が出版された。副題は「栗本薫ミステリー集」。
「SIDE-A」と銘打った前半3編にはホラー色の強い作品を、「SIDE-B」と銘打った後半3編には芸道をテーマとした作品が収録されている。また他1篇が「BONUS TRACK」と銘打って収録されている。
収録作品のうち「羽根の折れた天使」は、1980年に第33回日本推理作家協会賞（短編部門）候補作品となるなど、評価の高い作品であったが、本書が出版されるまでは日本推理作家協会編のアンソロジーにしか収録されていなかった。また「〈新日本久戸留綺譚〉猫目石」は、作者がデビュー前に書きためていたシリーズのうちの一篇であり、「ぼくら」シリーズの栗本薫と、冒険小説『魔境遊撃隊』に登場した印南薫が登場している。

## 書誌
- 出版芸術社（単行本）版：1995年1月15日発行 / ISBN 4-88293-092-7
- ハルキ文庫版：1997年4月18日発行 / ISBN 4-89456-305-3

## 収録作品
1. 真夜中の切裂きジャック
初出：『小説新潮』1986年8月増刊号
2. 羽根の折れた天使
初出：『オール讀物』1979年5月号
3. クラスメート
初出：『オール讀物』1981年12月号
4. 獅子
初出：『小説新潮』1981年1月号
5. 白鷺
初出：『小説現代』1981年2月号
6. 十六夜
初出：『小説新潮』1981年10月号
7. 〈新日本久戸留綺譚〉猫目石
初出：『S-Fマガジン』1987年7月増刊号

## ラジオドラマ
収録作品を原作として、次のラジオドラマが製作されている。
『ミステリーゾーン 羽根の折れた天使』（TBSラジオ）
- 放送日：1987年
- 脚本：津川泉
- 演出：岩澤敏
- 主な出演者
  - 大塚国夫
  - 佐古雅誉
  - 高畑淳子